# Microcity (empresa)
A Microcity é uma empresa brasileira terceirizadora de ativos e serviços para infraestrutura de TI. É a maior empresa de terceirização de lans e desktops do Brasil com 17,1% de participação de mercado, base instalada de 200 mil equipamentos e mais de 130 mil atendimentos com SLA superior a 97%.
A Microcity possui uma carteira de 150 clientes ativos, dentre eles Drogarias Pacheco, Unimed BH, Grupo Carrefour e Brinquedos Estrela.

## História
Fundada em 1984 na região metropolitana de Belo Horizonte, a Microcity começou sua atuação como uma revendedora de computadores individuais, quando esse mercado ainda começava no país.No início da década de 90, para se diferenciar dos seus competidores que atuavam apenas na venda de equipamentos, a Microcity passou a terceirizar infraestrutura de TI para grandes empresas se responsabilizando também pela manutenção das máquinas.
Nesta mesma época, com a privatização das telecomunicações, a Microcity iniciou um relacionamento com a Embratel para fornecer sete mil roteadores, o que possibilitou a expansão dos negócios para outros estados do Brasil.
Para aumentar a participação de mercado, em 2005, a empresa passou a investir 10% do seu faturamento em prospecção de negócios e estratégias de marketing. Com esta medida, o crescimento de receita em 2005 foi de17,65%, comparado ao ano anterior. Em 2006, o crescimento foi de 21,23%, chegando à receita de R$ 59,145 milhões. No primeiro semestre de 2007, o crescimento de receita foi de 25% referente ao mesmo período do ano anterior e crescimento de 79% no volume de contratos.
Em 2015, a Microcity passou a oferecer linha de crédito para clientes de R$ 10 milhões para financiar projetos de terceirização de desktops, notebooks, [tablets, impressoras, servidores, vídeo conferência e dispositivo de rede.
A sede da Microcity se localiza em Nova Lima, Belo Horizonte e a empresa possui filiais em São Paulo, Rio de Janeiro, Brasília e Ceará. Através de canais de vendas, a Microcity atua nos principais estados do país. São Paulo é a principal praça e responsável por 40% dos negócios. Minas Gerais é responsável por gerar 15% do faturamento total anual.

## Parcerias
Em 2015, a Microcity em uma parceria com a fabricante de software Microsoft passou a integrar o programa Cloud Solution Providers (CSP) e a comercializar licenças do Office 365 e Windows Intune.
Em 2016, Microcity firmou uma parceria com a Oracle passando a ser um de seus canais de vendas.

## Sustentabilidade
Desde 2010, a Microcity neutraliza todo o CO2 emitido pela sua operação com o plantio de mais de 50.000 árvores. Todos os serviços prestados durante a vigência do contrato, inclusive os equipamentos instalados nos clientes e a energia elétrica consumida por essas máquinas, são neutralizados.
A Microcity também possui parcerias com empresas que possibilitam o descarte consciente e tratamento do lixo eletrônico de seus clientes. No primeiro semestre de 2015, a Microcity realizou o descarte ecológico de mais de 4 toneladas de lixo eletrônico.

## Prêmios
- 2007 - Prêmio José Costa: Prêmio Executivo de destaque para Luis Carlos Nacif[15]
- 2010 - Prêmio Great Pleace To Work: a melhor empresa para se trabalhar nos setores de tecnologia da informação e de telecomunicações.[16]
- 2012 - Prêmio Hugo Werneck de Sustentabilidade & Amor à natureza: campeã na categoria Sustentabilidade em TI.[17]
- 2013 - Prêmio Referências em TI[18]
- 2014 - Prêmio As Melhores da Dinheiro: 1º lugar em Recuros Humanos.[5]
- 2014 - Prêmio As Melhores da Dinheiro: 3º lugar em Governança Corporativa.[5]
- 2014 - Prêmio As Melhores da Dinheiro: 4º lugar em Responsabilidade Social e Sustentabilidade.[5]
- 2015 - Prêmio Great Pleace To Work: a melhor empresa para se trabalhar nos setores de tecnologia da informação e de telecomunicações.[19]
- 2015 - Prêmio Great Pleace to Work: melhor empresa nacional de médio porte para se trabalhar no Brasil.[11]
- 2015 - Prêmio Great Pleace to Work: melhor empresa para se trabalhar em Minas Gerais.[11]

## Ligações Externas
- «Sítio oficial»